# Biro Biro
Diego Santos Gama Camilo – detto Biro Biro – (Queimados, 22 novembre 1994) è un ex calciatore brasiliano, di ruolo attaccante.

## Carriera
Ha giocato nella massima serie brasiliana con il Fluminense, facendo tre gol.
Il 18 luglio 2019, durante un allenamento con il Botafogo, resta vittima di un'aritmia cardiaca, venendo tempestivamente salvato dai medici della squadra.